# Ophiusa tirrhaea
Ophiusa tirrhaea là một loài bướm đêm trong họ Erebidae.